# Comitato di Árva
Il comitato di Árva (in ungherese Árva vármegye, in slovacco Oravská župa, in latino Comitatus Arvensis) è stato un antico comitato del Regno d'Ungheria, situato nell'attuale Slovacchia settentrionale. Capoluogo del comitato era Alsókubin (oggi Dolný Kubín).
Il comitato di Árva confinava con gli altri comitati di Trencsén, Turóc, Liptó, oltre che con la regione austriaca della Galizia.

## Storia
Nel 1918 (con la conferma del Trattato del Trianon nel 1920), il comitato di Árva entrò a far parte della neonata Cecoslovacchia. Una serie di dispute confinarie che coinvolsero anche una parte del contiguo ex comitato di Szepes provocarono tuttavia il distacco della porzione nordorientale del comitato di Árva, che passò alla Polonia. Un ulteriore frammento dell'antico comitato passò allo stato polacco nel 1925 in cambio questa volta di un piccolo incremento territoriale a favore della Cecoslovacchia. Il confine stabilito a seguito di questi aggiustamenti rimase poi fisso ed il territorio dell'ex comitato seguì poi rispettivamente le vicende storico-amministrative della Polonia e della Cecoslovacchia (e della Slovacchia dal 1993).